# Stethojulis
Genre
Stethojulis est un genre de poissons de la famille des Labridae. 

## Liste desespèces
Selon World Register of Marine Species (10 décembre 2014) :
- Stethojulis albovittata (Bonnaterre, 1788)
- Stethojulis balteata (Quoy & Gaimard, 1824)
- Stethojulis bandanensis (Bleeker, 1851)
- Stethojulis interrupta (Bleeker, 1851)
- Stethojulis maculata Schmidt, 1931
- Stethojulis marquesensis Randall, 2000
- Stethojulis notialis Randall, 2000
- Stethojulis strigiventer (Bennett, 1833)
- Stethojulis terina Jordan & Snyder, 1902
- Stethojulis trilineata (Bloch & Schneider, 1801)

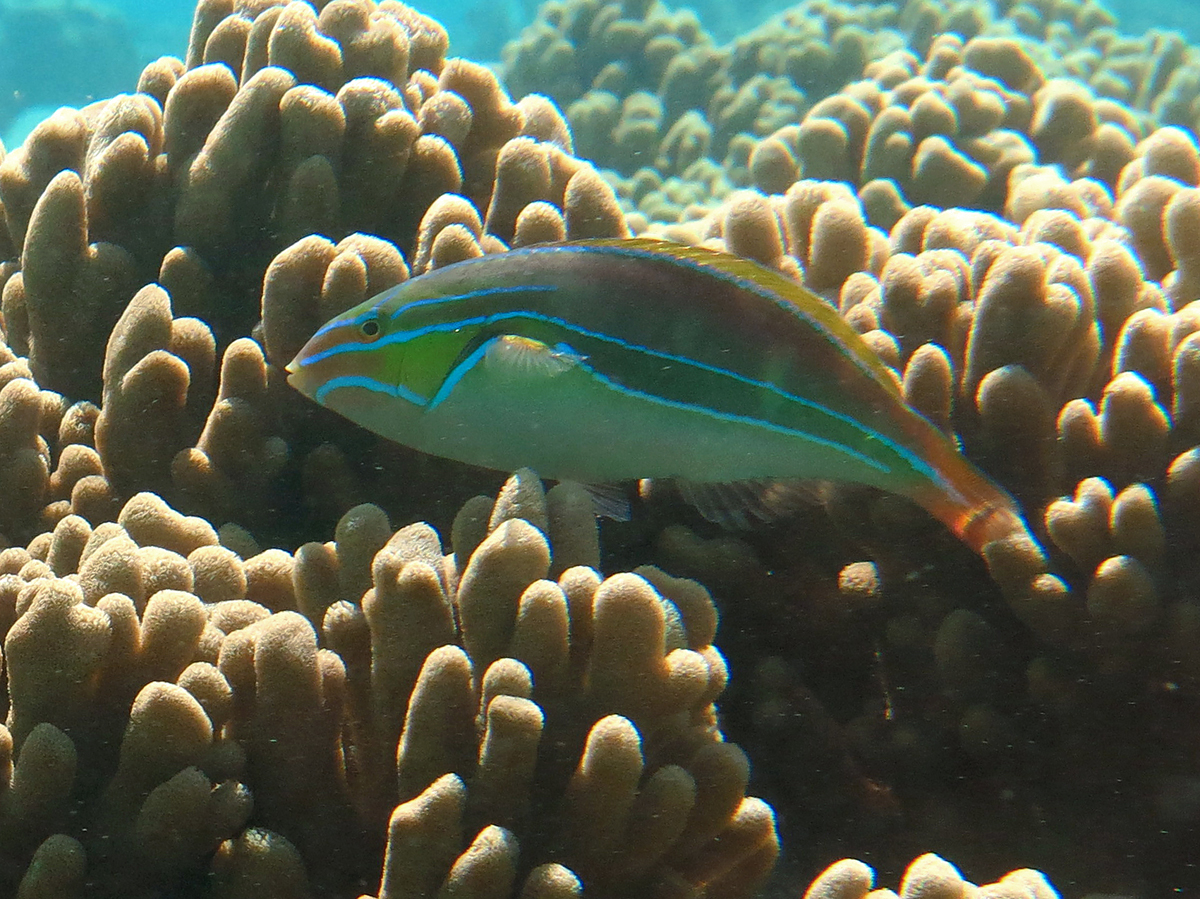
Stethojulis albovittata mâle
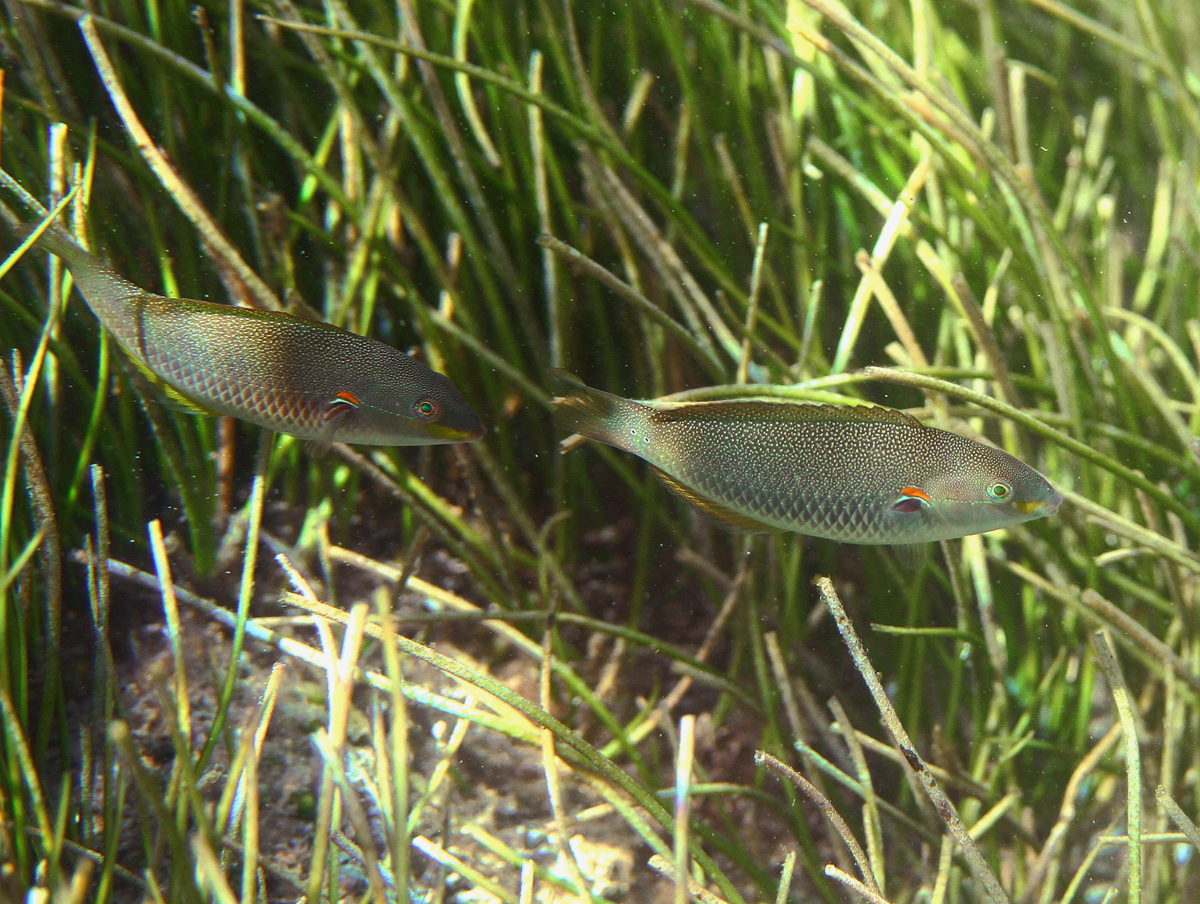
Stethojulis albovittata femelle
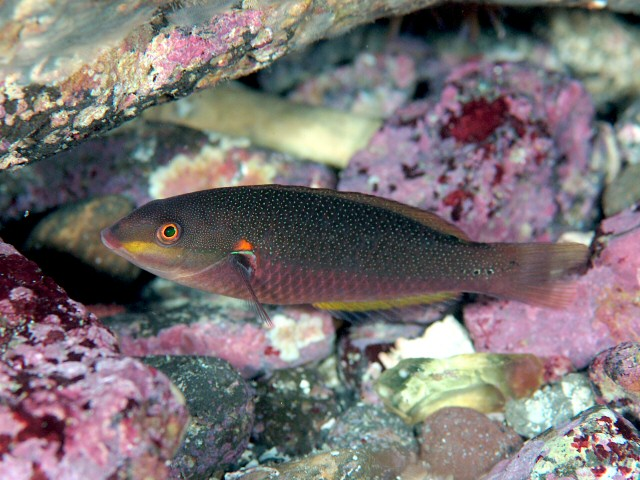
Stethojulis bandanensis
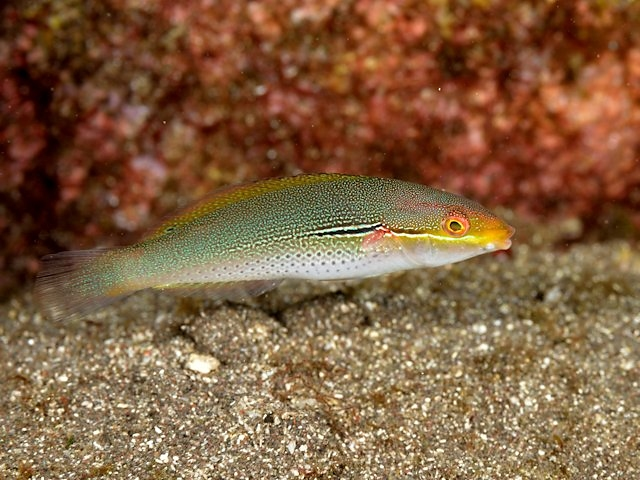
Stethojulis interrupta
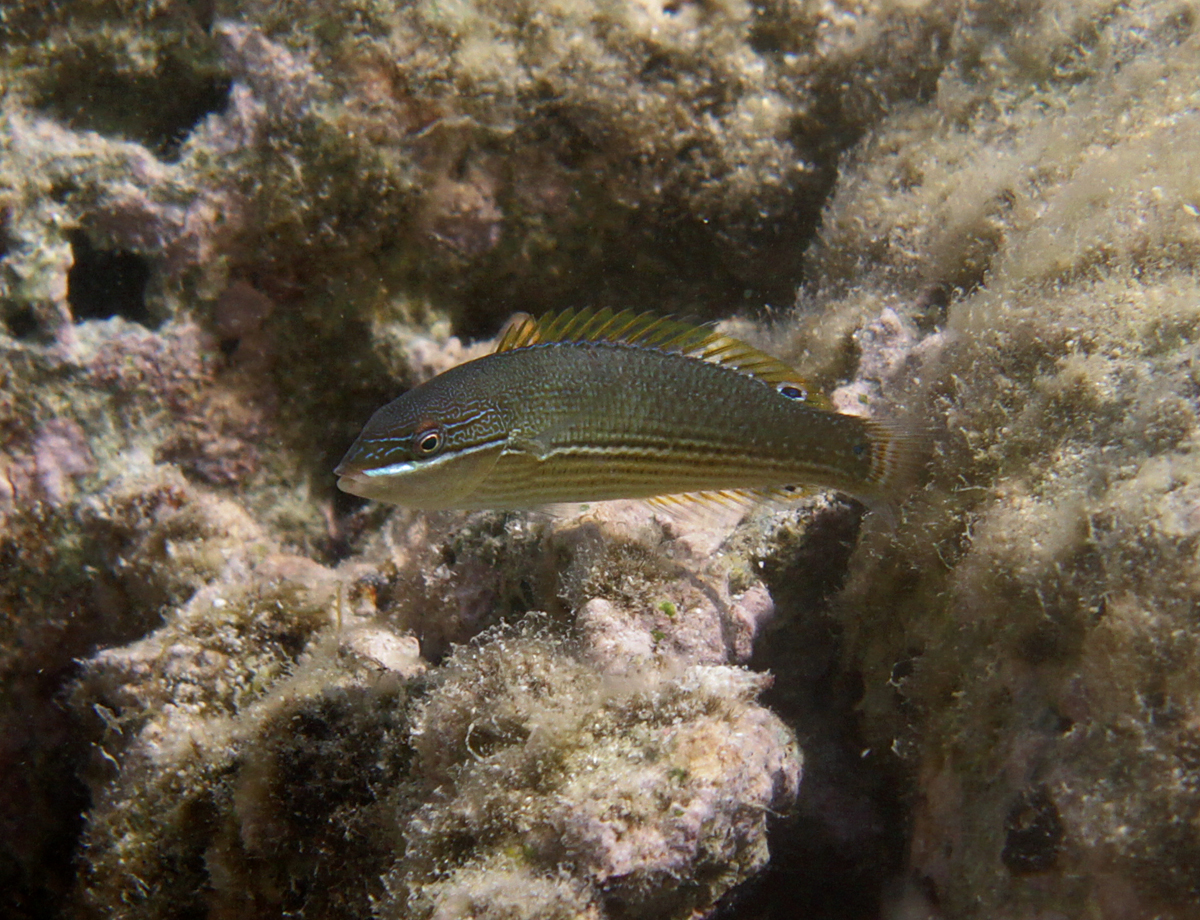
Stethojulis strigiventer
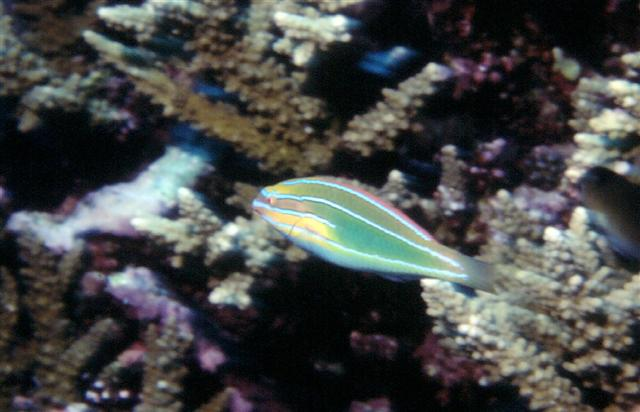
Stethojulis trilineata